# Angiokeratom

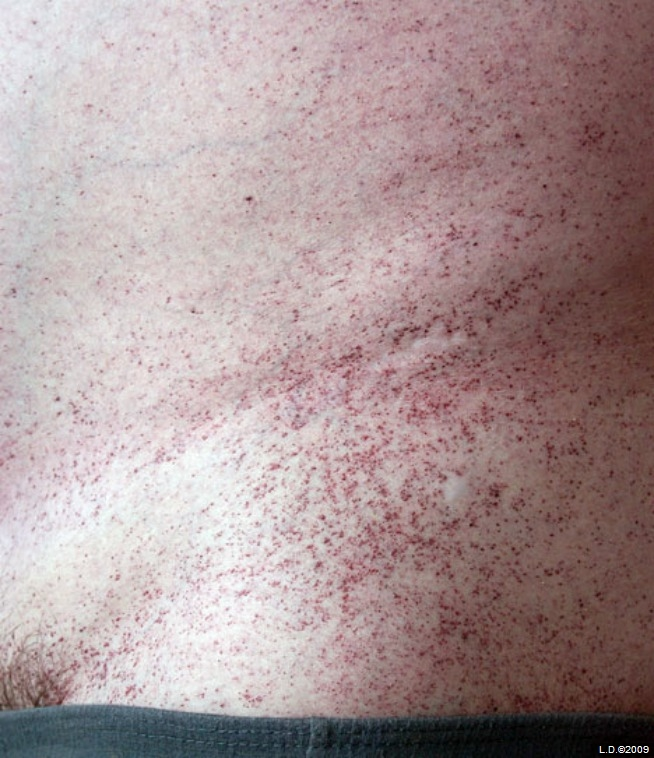
Angiokeratome

Angiokeratome sind gutartige Hautveränderungen, die aus mit Teleangiektasien oder Angiomen kombinierten warzenförmigen Hyperkeratosen bestehen.
Es sind folgende Unterarten beschrieben:
- solitäres Angiokeratom (papulöses Angiokeratom), bei Jugendlichen und jungen Erwachsenen, meist an der unteren Extremität
- Angiokeratoma corporis circumscriptum naeviforme Hallopeau, halbseitig vorwiegend an den Extremitäten zu findende Angiokeratome als streifig angeordnete dunkel-blaurote Knoten
- Angiokeratoma corporis diffusum Fabry (Angiokeratoma universale), viele kleine, hyperkeratotische, bläuliche Angiome an Haut und Schleimhäuten beim Morbus Fabry
- idiopathisches Angiokeratoma corporis diffusum, seltene Erkrankung mit Angiokeratomen und assoziierten Missbildungen ohne zugrundeliegende Stoffwechselstörung
- Angiokeratoma Mibelli (Angiokeratoma asphysticum neonatorum), bis bohnengroße, dunkelrote, gefäßreiche Papeln mit warzig-hyperkeratotischer Oberfläche an Fingerrücken, Zehen und Knien bei Jugendlichen mit Akroasphyxie oder Perniose
- Angiokeratoma scroti Fordyce, angeborene umschriebene Gefäßektasien an Skrotum oder Vulva